# Рихново (Вармінсько-Мазурське воєводство)
Рихново (пол. Rychnowo, нім. Reichenau) — село в Польщі, у гміні Ґрунвальд Острудського повіту Вармінсько-Мазурського воєводства.
Населення — 323 особи (2011).

## Демографія
Демографічна структура станом на 31 березня 2011 року:
|          | Загалом | Допрацездатний вік | Працездатний вік | Постпрацездатний вік |
| -------- | ------- | ------------------ | ---------------- | -------------------- |
| Чоловіки | 168     | 44                 | 113              | 11                   |
| Жінки    | 155     | 32                 | 92               | 31                   |
| Разом    | 323     | 76                 | 205              | 42                   |